# Флярковка
Флярковка (укр. Флярківка) — село в Каменском районе Черкасской области Украины.
Население по переписи 2001 года составляло 475 человек. Почтовый индекс — 20822. Телефонный код — 4732.

## Местный совет
20822, Черкасская обл., Каменский р-н, с. Жаботин, ул. Кирова, 3